# Sainte-Agnès (Jura)
Pour les articles homonymes, voir Sainte-Agnès.
Sainte-Agnès est une ancienne commune française située dans le département du Jura, dans la région culturelle et historique de Franche-Comté et la région administrative Bourgogne-Franche-Comté. Le 1er janvier 2025, elle intègre la commune nouvelle de Val-Sonnette.

## Géographie

### Climat
Pour des articles plus généraux, voir Climat de la Bourgogne-Franche-Comté et Climat du département du Jura.
En 2010, le climat de la commune est de type climat des marges montargnardes, selon une étude du Centre national de la recherche scientifique s'appuyant sur une série de données couvrant la période 1971-2000. En 2020, Météo-France publie une typologie des climats de la France métropolitaine dans laquelle la commune est exposée à un climat semi-continental et est dans la région climatique  Jura, caractérisée par une forte pluviométrie en toutes saisons (1 000 à 1 500 mm/an), des hivers rigoureux et un ensoleillement médiocre. 
Pour la période 1971-2000, la température annuelle moyenne est de 11,3 °C, avec une amplitude thermique annuelle de 17,6 °C. Le cumul annuel moyen de précipitations est de 1 174 mm, avec 12,8 jours de précipitations en janvier et 8,3 jours en juillet. Pour la période 1991-2020, la température moyenne annuelle observée sur la station météorologique de Météo-France la plus proche, « Lons le Saunier », sur la commune de Montmorot à 9 km à vol d'oiseau, est de 11,8 °C et le cumul annuel moyen de précipitations est de 1 147,4 mm. 
La température maximale relevée sur cette station est de 39,8 °C, atteinte le 12 août 2003 ; la température minimale est de −19,6 °C, atteinte le 9 janvier 1985,,. 
Les paramètres climatiques de la commune ont été estimés pour le milieu du siècle (2041-2070) selon différents scénarios d'émission de gaz à effet de serre à partir des nouvelles projections climatiques de référence DRIAS-2020. Ils sont consultables sur un site dédié publié par Météo-France en novembre 2022.

## Urbanisme

### Occupation des sols
L'occupation des sols de la commune, telle qu'elle ressort de la base de données européenne d’occupation biophysique des sols Corine Land Cover (CLC), est marquée par l'importance des territoires agricoles (70,4 % en 2018), une proportion identique à celle de 1990 (70,4 %). La répartition détaillée en 2018 est la suivante : 
prairies (31,3 %), zones agricoles hétérogènes (29,8 %), forêts (22,4 %), terres arables (9,3 %), zones urbanisées (4 %), milieux à végétation arbustive et/ou herbacée (3,2 %). L'évolution de l’occupation des sols de la commune et de ses infrastructures peut être observée sur les différentes représentations cartographiques du territoire : la carte de Cassini (XVIIIe siècle), la carte d'état-major (1820-1866) et les cartes ou photos aériennes de l'IGN pour la période actuelle (1950 à aujourd'hui).

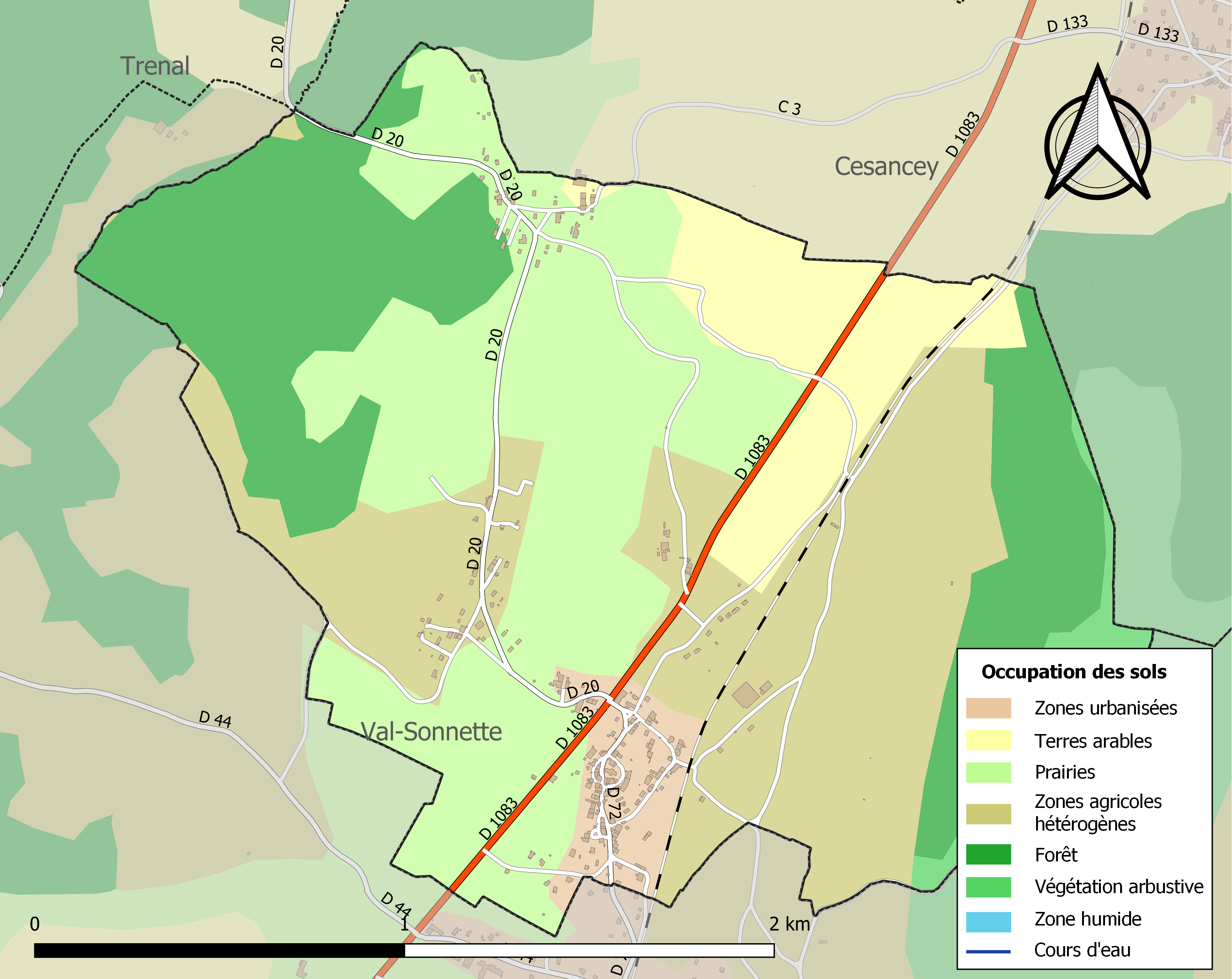
Carte des infrastructures et de l'occupation des sols de la commune en 2018 (CLC).

## Toponymie

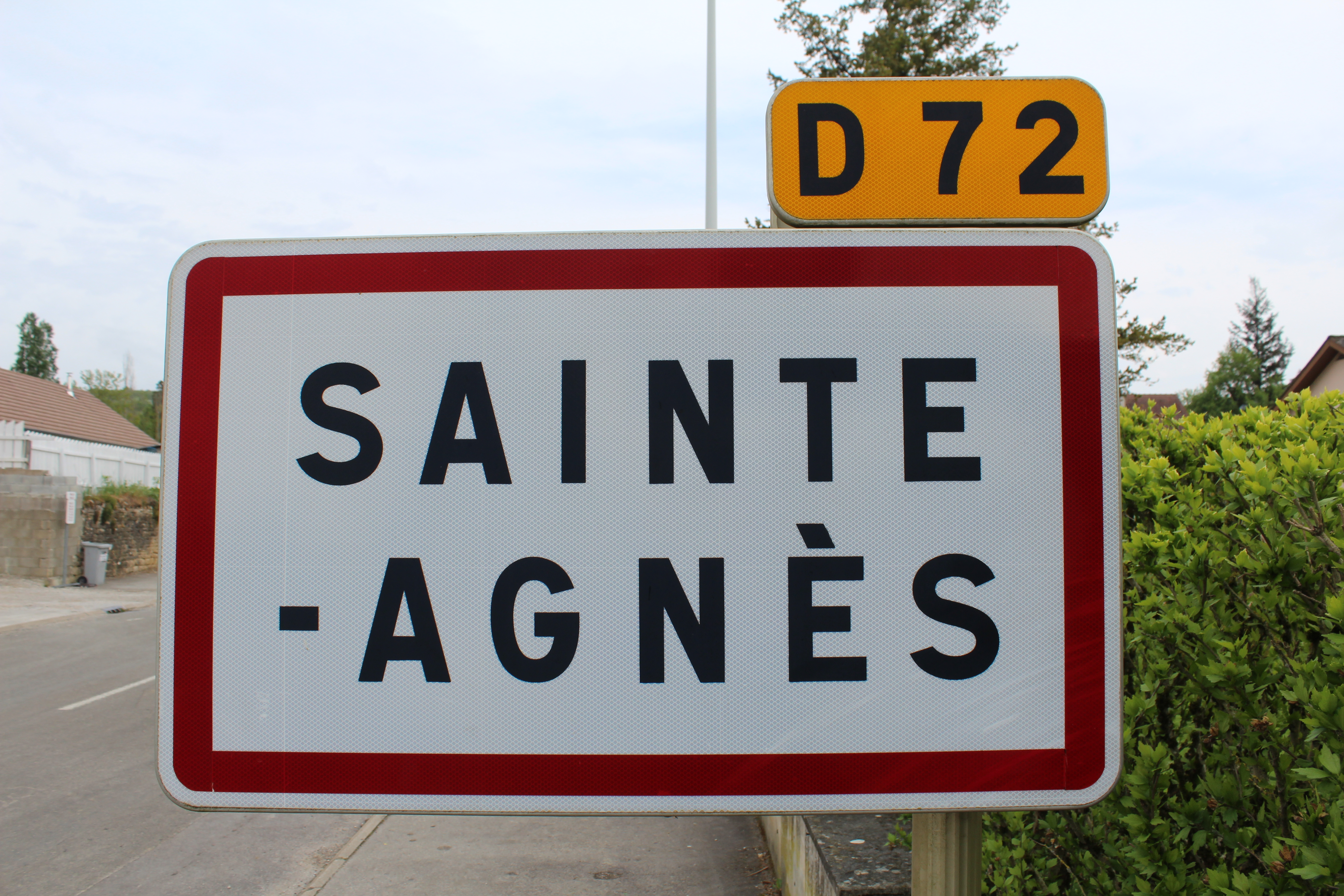
Panneau d'entrée dans le village.

## Histoire
Le plus ancien titre qui fasse mention de ce village est, d’après M. Béchet, de l’an 1133. Le premier toutefois qui soit parvenu à notre connaissance, est la charte par laquelle l’empereur Frédéric a donné en 1157, à l’abbaye de Baume, ecclesia sanctae Asnetis. 
La terre de Sainte-Agnès faisait partie, dans le principe, de celle de Saint-Laurent-la-Roche, laquelle était arrivée à Étienne de Rouvres dans le partage que Jean de Chalon, dit l’Antique, fit de ses biens entre ses enfants en 1269. 
Étienne de Rouvres avait épousé la dernière héritière de la famille de Vignory. Ce fut en 1300 que cette dame affranchit les habitants de la main-morte. 
À partir de ce moment, Sainte-Agnès prit une certaine importance et devint un bourg clos de murs, de portes et de fossés, et eut ses halles, son marché et ses foires. 
Jean de Chalon y fonda en 1301, un hôpital qui fut réuni en 1696 à celui du saint sépulcre de Salins. Il était dédié à saint Louis, et desservi par un hospitalier de l’ordre des Billettes de Paris. Son emplacement donne encore aujourd’hui son nom à un climat appelé l’Hôpital. 
L’église était desservie par un corps de trois familiers. Dans une des chapelles était fondée une confrérie de Notre Dame-du-Mont-Carmel. 
En 1718, le prince d’Issenghien, possesseur des biens de la maison de Chalon, vendit la seigneurie de Sainte-Agnès avec les droits de justice haute, moyenne et basse, à M. Boquet de Courbouzon, sur lequel elle fut adjugée par décret en 1756, à Mme Anne-Madelaine Lebas de Gérangy. Charles d’Olivet en fut le dernier seigneur. 
Deux fiefs dépendaient de cette terre : celui dit de Jean David, et celui dit de Chissey, dont Guyot et Hugues de Chilly firent hommage à Marguerite de Vienne en 1371. La motte sur laquelle s’élevait le château-fort de Sainte-Agnès se reconnaît encore dans le jardin du chevalier Barrelier. Le sol restitue de temps à autre des boulets, des sabres et des débris d’armes à feu. 
Ce village faisait partie du bailliage de Lons-le-Saunier. De nombreux débris d’antiquités ont été retrouvés au hameau des Machurés, sur une colline appelée Bois de l’Hôpital. D’anciennes sépultures présumées gauloises, formées de murs secs et couvertes de dalles brutes, des monnaies romaines ont été découvertes à diverses époques. On regarde comme très ancien un chemin qui traverse ce climat, tirant de Cesancey à Savigny. Il existait une ancienne chapelle aux Machurés, dont il ne reste plus de traces. La voie romaine de Lyon à Besançon par Bourg et Lons-le-Saunier, passait sur le territoire et à l’est du village de Sainte-Agnès, où elle porte encore le nom de Grande-Route.
Un gisement de lignite est découvert en 1855 entre les villages d'Orbagna et de Sainte-Agnès. Une concession est accordée le 24 mai 1859 mais aucune exploitation n'a lieu.

## Politique et administration
| Période   | Période       | Identité     | Étiquette | Qualité |
| --------- | ------------- | ------------ | --------- | --- |
| mars 2001 | 2020          | Gérald Moine | UMP-LR    | Expert comptable, Président de la communauté de communes du Sud-Revermont Suppléant du député Jacques Pélissard (2002-2007) |
| 2020      | décembre 2024 | Marc Bongini |           | |

## Démographie
L'évolution du nombre d'habitants est connue à travers les recensements de la population effectués dans la commune depuis 1793. Pour les communes de moins de 10 000 habitants, une enquête de recensement portant sur toute la population est réalisée tous les cinq ans, les populations de référence des années intermédiaires étant quant à elles estimées par interpolation ou extrapolation. Pour la commune, le premier recensement exhaustif entrant dans le cadre du nouveau dispositif a été réalisé en 2007.

En 2022, la commune comptait 364 habitants, en évolution de +2,54 % par rapport à 2016 (Jura : −0,81 %, France hors Mayotte : +2,11 %).
| 1793 | 1800 | 1806 | 1821 | 1831 | 1836 | 1841 | 1846 | 1851 |
| ---- | ---- | ---- | ---- | ---- | ---- | ---- | ---- | ---- |
| 385  | 401  | 407  | 415  | 373  | 390  | 385  | 397  | 397  |

| 1856 | 1861 | 1866 | 1872 | 1876 | 1881 | 1886 | 1891 | 1896 |
| ---- | ---- | ---- | ---- | ---- | ---- | ---- | ---- | ---- |
| 372  | 362  | 406  | 409  | 416  | 417  | 443  | 402  | 409  |

| 1901 | 1906 | 1911 | 1921 | 1926 | 1931 | 1936 | 1946 | 1954 |
| ---- | ---- | ---- | ---- | ---- | ---- | ---- | ---- | ---- |
| 396  | 411  | 339  | 301  | 291  | 296  | 325  | 297  | 271  |

| 1962 | 1968 | 1975 | 1982 | 1990 | 1999 | 2006 | 2007 | 2012 |
| ---- | ---- | ---- | ---- | ---- | ---- | ---- | ---- | ---- |
| 250  | 224  | 209  | 240  | 301  | 287  | 296  | 298  | 341  |

| 2017 | 2022 | - | - | - | - | - | - | - |
| ---- | ---- | - | - | - | - | - | - | - |
| 355  | 364  | - | - | - | - | - | - | - |

## Économie
Le village est situé dans l'aire de production du Comté. L'aire de l'appellation Macvin-du-jura inclut également Sainte-Agnès où la percée du vin jaune a été organisée en 2008.

## Culture locale et patrimoine

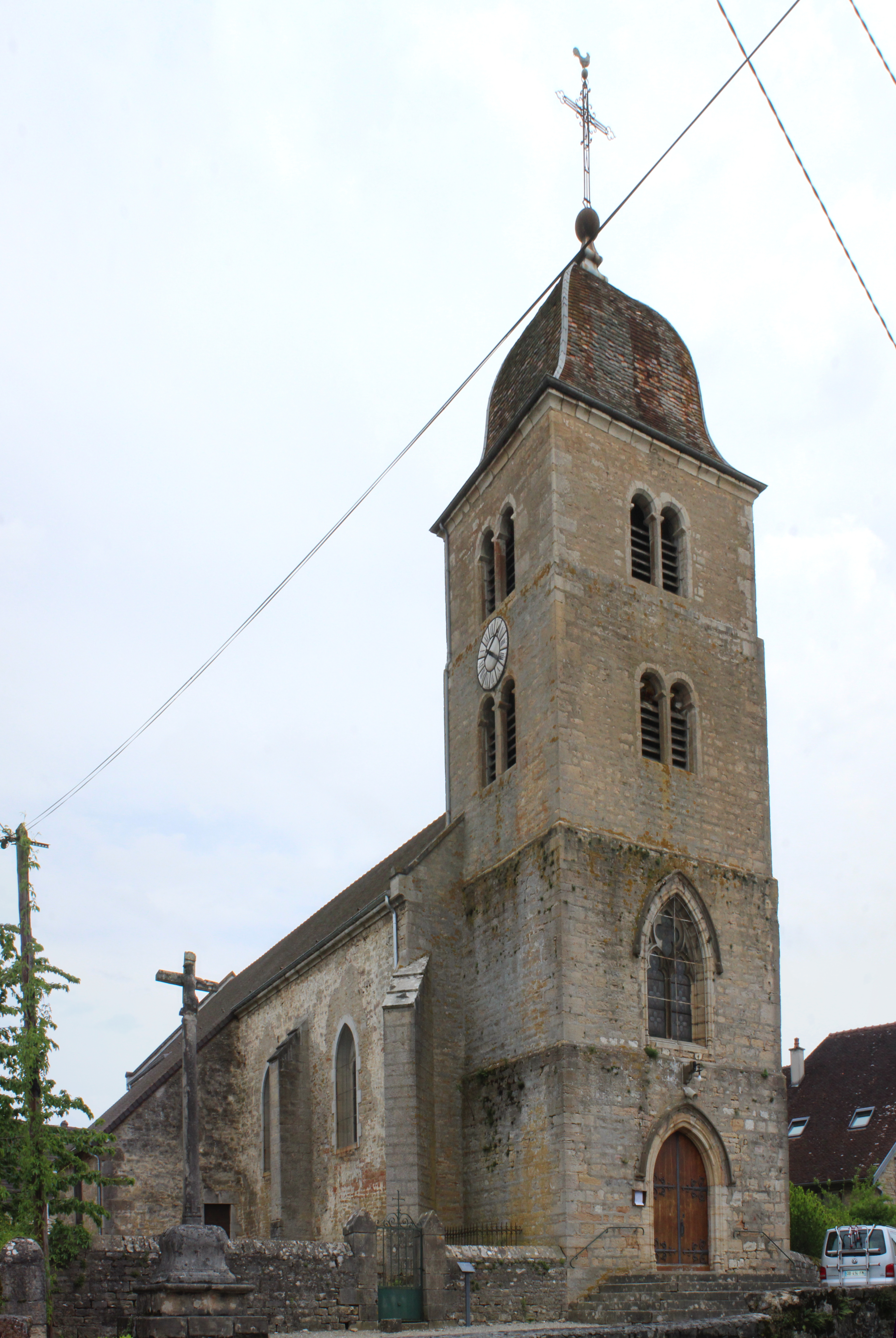
L'église Sainte-Agnès.

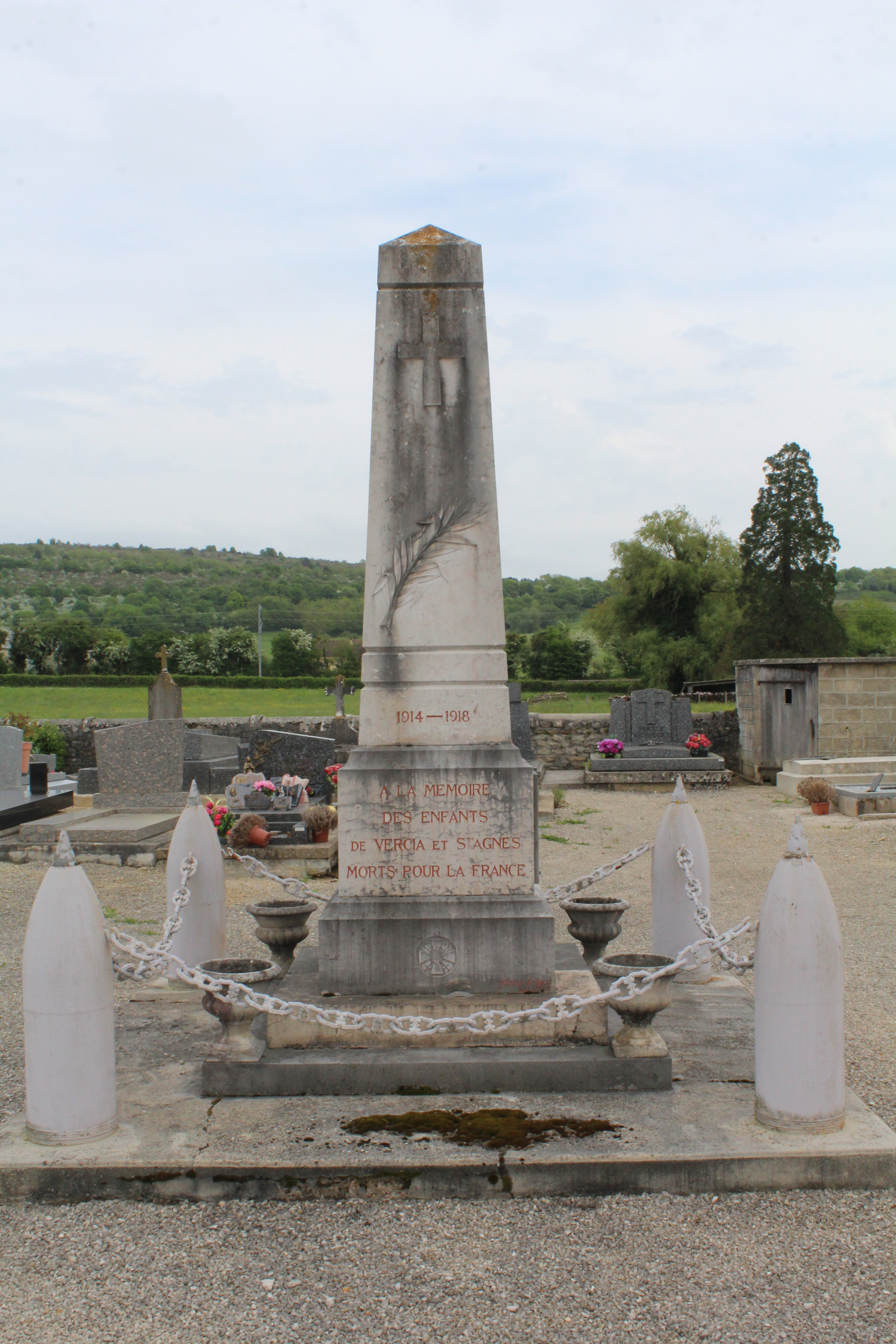
Le monument aux morts

### Lieux et monuments
- Église Sainte-Agnès
- Monument aux morts

### Personnalités liées à la commune
- César-Joseph Marpot, évêque de Saint-Claude de 1880 à 1898, est né à Sainte-Agnès en 1827.

### Héraldique
| Blason de Sainte-Agnès | Blason  | D’argent à la chapelle du lieu d’or maçonnée de sable, essorée d’azur, ouverte et ajourée de gueules, posée sur une terrasse isolée de sinople. |
| Blason de Sainte-Agnès | Détails | Adopté par la municipalité. |